# The Deep (2012)
The Deep (isländisch Djúpið) ist ein isländisches Filmdrama von Baltasar Kormákur aus dem Jahr 2012. Es beruht auf der wahren Geschichte von Guðlaugur Friðþórsson, der 1984 den Untergang seines Fischerbootes und danach stundenlanges Schwimmen in nur 5 °C kaltem Wasser überlebte. Der Film war bei der Oscarverleihung 2013 der isländische Beitrag als Bester fremdsprachiger Film, konnte sich jedoch nicht als endgültiger Kandidat durchsetzen.

## Handlung
Der Film beginnt damit, dass Gulli im März 1984 den neuen Koch für seine Fischermannschaft in einer Kneipe kennenlernt. Am nächsten Morgen fahren Gulli und vier weitere Fischer, immer noch verkatert vom Vorabend, mit ihrem Boot namens „BREKI“ zur See. Der Fischfang ist nicht so erfolgreich wie gehofft und die Motivation sinkt. Für einen kurzen Moment verheddert sich das Netz an einem Stein, doch sie können es rasch wieder lösen. Als sie mehrere Kilometer von der Küste der Insel Heimaey entfernt sind, wiederholt sich das Szenario und das Boot kentert. Es passiert alles so schnell, dass kein Notruf mehr gesendet werden konnte. Ein Besatzungsmitglied stirbt bereits auf dem Schiff an einer Kopfverletzung, ein weiterer ertrinkt.
Die restlichen drei Männer retten sich auf einen Teil des Schiffes, das aus dem Meer ragt. Der Kapitän entscheidet, dass jeder auf sich gestellt ist und sie schwimmen müssen. Gulli möchte jedoch seinen Freund Palli nicht alleine lassen, welcher schon erste Anzeichen einer Unterkühlung aufzeigt. Sie schwimmen zusammen los und sehen ein Schiff, welches jedoch die beiden nicht sieht. Der etwas übergewichtige Gulli ist ein guter Schwimmer und versucht Palli zu helfen, aber es ist vergeblich. Palli verliert aufgrund der Kälte das Bewusstsein und stirbt. Auch der Kapitän ist mittlerweile ertrunken.
Gulli entledigt sich jeglicher schweren Kleidung und schwimmt nur in Hemd und Hosen weiter. Unterwegs wird er von Möwen begleitet, mit denen er sich unterhält. Wieder begegnet ihm ein Schiff. Aber auch dessen Mannschaft sieht ihn nicht. Immer wieder hat er Flashbacks eines Vulkanausbruchs, als er noch ein kleiner Junge war. Nach sechs Stunden im fünf Grad kalten Wasser und einer Lufttemperatur von minus drei Grad erreicht er die Küste von Heimaey, die jedoch dort zu steil für einen Aufstieg ist. Daher gleitet er wieder ins Wasser, um nach einer besseren Möglichkeit an Land zu kommen, zu suchen. Endlich geschafft, muss er barfuß durch ein Lavafeld laufen. Auf halber Strecke findet er eine Wanne mit Eiswasser vor. Stark dehydriert trinkt er daraus.
Nach weiteren zwei Stunden kommt er in ein Dorf und wird von dort aus mit einem Helikopter ins Krankenhaus gebracht. Seine Körpertemperatur ist inzwischen auf unter 33 °C abgesunken und damit außerhalb des Messbereichs des Fieberthermometers. Er überlebt jedoch ohne größere Verletzungen. Es werden Suchtrupps losgeschickt, um nach dem Schiff und seinen Kollegen zu suchen. Zuerst wird ihm kein Glauben geschenkt, dass er tatsächlich so weit schwimmen konnte, bis sie das Fischerboot tatsächlich finden. Es kann jedoch niemand mehr gefunden werden. Trotzdem hält die Stadt eine Trauerfeier für die Fischer ab. Für viele Isländer ist es ein Wunder, dass er überleben konnte und von da an wird er als Nationalheld angesehen. Nachdem ein Wissenschaftler ein Interview über seine Geschichte im Fernsehen gesehen hat, besucht er Gulli und fragt ihn, ob er für Untersuchungen zur Verfügung steht, um eine logische Erklärung für sein Überleben zu finden.
Daraufhin werden vor Ort Untersuchungen an ihm durchgeführt. Für ausführlichere Tests wird er bald nach London gebracht. Unter anderem muss er dort mit drei weitaus fitteren Männern in einem Eiswasserbecken ausharren. Er schafft es problemlos, wobei die anderen Teilnehmer deutlich früher abbrechen müssen. Der Wissenschaftler entdeckt, dass Gullis Fett besondere Enzyme enthält, die es ihm ermöglichen seine Körpertemperatur sieben Mal länger zu regulieren als ein durchschnittlicher Mensch. Er vergleicht Gullis Fett mit dem Fett von Seehunden. Die Ergebnisse sind aber immer noch nicht zufriedenstellend, da sich niemand erklären kann, warum Gullis Gehirnaktivitäten nicht unter der Kälte litten.
Nach zahlreichen Tests wird es Gulli zu viel, und er entscheidet, wieder nach Island zurückzukehren, obwohl die Untersuchungen noch nicht abgeschlossen sind. Zurück auf den Westmännerinseln kümmert sich Gulli um die Familie seines Freundes Palli und den Hund eines bei dem Schiffsunglück verstorbenen Kollegen. Er redet Pallis Frau gut zu und erklärt den beiden Söhnen, wie er überleben konnte, aber ihr Vater nicht. Er bleibt trotz seines Status als Nationalheld bescheiden. Nach einiger Zeit fängt er wieder an, als Fischer zu arbeiten.
Am Ende des Films sind Ausschnitte des Interviews von Guðlaugur Friðþórsson aus dem Jahre 1984 zu sehen.

## Hintergrund
Der Film basiert auf der wahren Geschichte von Guðlaugur Friðþórsson, der als 22-Jähriger im März 1984 mit vier anderen Fischern zur See fuhr und nach dem Kentern des Fischerbootes und nach sechs Stunden im Atlantik als einziger der fünf Männer überlebte. Er wurde von Wissenschaftlern, die eine Erklärung für sein Überleben finden wollten, untersucht. Dabei wurde festgestellt, dass seine subkutane Fettschicht dicker als bei einem durchschnittlichen Menschen ist. Jóhann Axelsson, damaliger Leiter der Abteilung für Physiologie an der Universität von Island in Reykjavík, erklärte dazu: „Die überdurchschnittlich dicke Fettschicht hat sicherlich eine Rolle bei Laugis‘ Überleben gespielt. Weitere unbekannte Faktoren haben wahrscheinlich ebenfalls dazu beigetragen. Aber Keatinge [Anm.: William R. Keatinge, früherer Mitarbeiter in der Physiologischen Abteilung des Hospital Medical College in London] und ich waren uns einig, dass seine geistige Stärke, seine Gelassenheit und Beharrlichkeit eine erhebliche Rolle gespielt haben dürften.“

## Kritiken
„Auf Tatsachen basierendes, anrührendes und nachdenkliches Drama um den Überlebenskampf eines Fischers in den eisigen Fluten vor Island.“